# ISPS HANDA 欧州・日本どっちが勝つかトーナメント!
ISPS HANDA 欧州・日本どっちが勝つかトーナメント!（アイエスピーエス・ハンダ おうしゅう・にっぽん（にほん）どっちがかつかトーナメント、英文名：ISPS HANDA CHAMPIONSHIP）は、2022年に新設された日本ゴルフツアー機構（JGTO）とDPワールドツアー（旧欧州ツアー）の共同主催のゴルフトーナメントである。

## 概要
本大会は、新宗教ワールドメイト教祖の半田晴久（深見東州）が会長を務める国際スポーツ振興協会（ISPS）をタイトルスポンサーとして、日本とヨーロッパの2つのツアーが史上初めて共同で主催する公認ツアーと位置づけており、第1回の2022年は4月21日から4月24日に茨城県小美玉市「PGM石岡ゴルフクラブ」で行われ、賞金総額200万アメリカドルをかけて欧州ツアーの83人、日本ツアーの41人、その他主催者推薦などの招待者8人の132人のプロゴルファーが出場する予定であった。なおDPワールドツアーは、1972年のツアー創設以来、ヨーロッパ大陸各国を中心として中近東を含むアジア・アフリカなどでも公式試合を行っており、「今回の日本での開催は同ツアー51か国目の開催地である」（DPワールドツアーCEO・キース・ベリー）とのことである。
優勝者にはJGTOツアー及びDPワールドツアー双方のシード権（同年の残りシーズン及び翌年から2年間）が与えられる。しかしながらDPワールドツアーとしては中国オープンの延期などが響くなど、2022年は日本ツアー単独で開催となり「ISPS HANDA欧州・日本、とりあえず今年は日本トーナメント!」に暫定改題された。
ISPSが冠スポンサーとなるゴルフトーナメントは、2015年から2018年にかけて行われたISPSハンダグローバルカップ→ISPSハンダマッチプレー選手権、2021年に行われたISPS HANDA ガツーンと飛ばせ!ツアートーナメントに次ぐものとなる。

## 歴代優勝者
| 開催年 | ツアー   | 優勝者               | 優勝スコア | 差         | 2位（タイ）                  | 開催コース                                  |
| ------ | -------- | -------------------- | ---------- | ---------- | ---------------------------- | ------------------------------------------- |
| 2024   | EUR, JPN | 桂川有人 (2)         | −17（263） | 4打        | セバスティアン・ソーデルベリ | 太平洋クラブ 御殿場コース（静岡県御殿場市） |
| 2023   | EUR, JPN | ルーカス・ハーバート | −15（265） | プレーオフ | アーロン・コクリル           | PGM石岡ゴルフクラブ（茨城県小美玉市）       |
| 2022   | EUR, JPN | 桂川有人             | −24（260） | 1打        | 星野陸也                     | PGM石岡ゴルフクラブ（茨城県小美玉市）       |